# Ptychostomum meesioides
Ptychostomum meesioides là một loài rêu trong họ Bryaceae. Loài này được Kindb. J.R. Spence mô tả khoa học đầu tiên năm 2005.